# Altava
Altava est une ancienne cité romaine située dans l'actuelle Ouled Mimoun, en Algérie. Elle sert de capitale au royaume des Maures et des Romains.

## Histoire
Altava est située dans l'ouest de la Maurétanie césarienne sur la route stratégique romaine de Théveste à Numerus Syrorum (actuelle Maghnia, en Algérie). Sous le règne de l'empereur romain Septime Sévère, la cité est peuplée principalement de Berbères, et dispose d'une petite garnison romaine. La garnison - selon l'historien M. Ruiu - est la Cohors II Sardorum et protège les nouvelles limes de l'Empire romain déplacées vers le sud des rivages méditerranéens jusqu'à une route militaire appelée Nova Praetentura. Cette route va de Rapidum, en Numidie à Altava et Numerus Syrorum, à la frontière de la Maurétanie tingitane.
Altava, selon l'historien Lawless, est un vicus (petite agglomération) qui obtient un statut indépendant du castrum (fort) de la garnison et a un grand forum et un important temple païen, plus tard converti en une église chrétienne (montrant la présence croissante du christianisme chez les Berbères). L'établissement romain a une superficie de près de 13 hectares et est entouré de fermes.
Après l'invasion vandale en 429, Altava devient la capitale d'un état berbère indépendant, nommé officiellement le royaume des Maures et des Romains. Il est situé près de la Maurétanie césarienne et la Maurétanie tingitane, à une certaine distance du royaume vandale. Malgré un régime politique berbère, il emprunte la structure socioculturelle, militaire et religieuse de l'Empire romain.

## Évêques titulaires
- Ambrose Kelly, C.S.Sp. (18 mai 1937 - 18 avril 1950)[4]
- José Varani (27 août 1950 - 7 février 1961)
- Albert-Georges-Yves Malbois (9 mars 1961 - 9 octobre 1966)
- Alfred Bertram Leverman (7 septembre 1968 - 28 avril 1972)
- Pedro Casaldaliga Pla, C.M.F. (27 août 1971 - 26 mai 1978)
- Adam Dyczkowski (19 septembre 1978 - 17 juillet 1993)
- Reinaldo Del Prette Lissot (24 décembre 1993 - 24 avril 1997)
- Émile Destombes, M.E.P. (14 avril 1997 - 28 janvier 2016)
- José Albuquerque de Araujo (depuis le 16 mars 2016)

## Référencement